# Giardino botanico Marimurtra

Il giardino botanico Marimurtra è un orto botanico che si trova nella città di Blanes, in Spagna.
Con circa 16 ettari di estensione e oltre 4.000 specie è considerato uno dei più importanti giardini botanici d'Europa e, oltre a piante endemiche della Catalogna e della zona mediterranea, possiede magnifiche collezioni di cactacee e di altre piante succulente, originarie delle regioni aride dell’Africa meridionale e dell’America centrale. Al suo interno è inoltre possibile osservare diverse tipologie di giardini: subtropicale, temperato, mediterraneo, godendo nel contempo di un panorama eccezionale della Costa Brava.
Le piante sono raggruppate in sezioni separate:
- cactus e piante provenienti dalle zone aride del Sudafrica e dell'America centrale;
- piante subtropicali di grandi dimensioni come palme, araucarie e cycas;
- stagni con collezioni di piante acquatiche,
- piante esotiche;
- piante medicinali;
- erbe aromatiche;
- collezioni di felci tipiche delle montagne catalane.

Il giardino, fondato nel 1921 dall'industriale tedesco Karl Faust, fa parte del Botanic Gardens Conservation International e nel 2009 ha ricevuto la Creu de Sant Jordi.